# Blanche de Lancastre (1305-1380)
Pour les articles homonymes, voir Blanche de Lancastre (homonymie).
Titre
Baronne Wake de Liddell
9 octobre 1316 – 31 mai 1349
(32 ans, 7 mois et 22 jours)
Blanche de Lancastre (vers 1305 – avant le 12 juillet 1380) est une femme de la noblesse anglaise.

## Biographie

### Origines et mariage
Née aux alentours de 1305, Blanche de Lancastre est le premier enfant d'Henri de Lancastre et de son épouse Maud Chaworth. Elle est vraisemblablement prénommée en hommage à sa grand-mère paternelle Blanche d'Artois. On ignore tout de son enfance et la première information la concernant date du 9 octobre 1316. À cette date, Thomas Wake, 2e baron Wake de Liddell, est décrit comme son époux, et est condamné par le roi Édouard II à payer une amende de 1 000 livres pour s'être marié avec elle sans l'agrément royal. En effet, il était auparavant fiancé à Jeanne Gaveston, une petite-nièce d'Édouard II.
On ignore pourquoi Thomas Wake a refusé la main de Jeanne Gaveston : en effet, ce n'est pas Blanche de Lancastre qui est destinée à hériter de la fortune de son père, mais son frère Henri de Grosmont. Il est possible qu'il ait jugé préférable à cette période de s'allier à Thomas de Lancastre, 2e comte de Lancastre et oncle de Blanche, plutôt qu'à Édouard II, ou qu'il ait supposé que Marguerite de Clare, la mère de Jeanne, se remarierait et aurait un fils, privant cette dernière de son statut d'héritière. Après avoir partiellement payé l'amende le 3 novembre 1317, Thomas Wake reçoit le pardon royal le 9 décembre 1318. 

### Veuvage
Si son mariage permet d'établir une solide relation entre son père et son époux, la vie conjugale de Blanche de Lancastre demeure méconnue et elle ne donne aucun enfant à Thomas Wake, qui meurt le 31 mai 1349. Le titre et l'essentiel des possessions de son défunt époux reviennent alors à sa belle-sœur Marguerite Wake, mais Blanche reçoit un douaire important, qui comprend notamment le château de Bourne, situé dans le Lincolnshire. Malgré son veuvage, elle demeure proche de sa famille, puisqu'elle est désignée par son frère Henri de Grosmont comme l'un de ses exécuteurs testamentaires à sa mort le 23 mars 1361. De même, en avril 1372, après le décès prématuré de leur père John de Mowbray, 4e baron Mowbray, elle reçoit la garde de John et Thomas de Mowbray, les petits-fils de sa sœur Jeanne. On suppose qu'elle conserve leur garde jusqu'au couronnement du jeune roi Richard II le 16 juillet 1377 et peut-être même jusqu'à sa propre mort.
Le veuvage de Blanche de Lancastre est surtout marqué par sa vive querelle avec Thomas de Lisle, évêque d'Ely. À la suite d'une émeute près de son domaine de Colne dans le Huntingdonshire à l'été 1354, Blanche accuse Lisle d'avoir ordonné la mise à sac de ses terres. Le roi Édouard III apporte alors son soutien à sa cousine, mais l'évêque refuse de reconnaître le verdict et est accusé d'avoir fait assassiner William Holm, un serviteur de Blanche. Furieux, Édouard ordonne en novembre 1355 la confiscation des temporalités de Thomas de Lisle. Après avoir refusé de se soumettre, le prélat finit par s'enfuir d'Angleterre en novembre 1356, ce qui met fin à son conflit avec Blanche de Lancastre. Par la suite, Blanche mène une existence de plus en plus retirée dans ses possessions et meurt peu avant le 12 juillet 1380, à un âge sans doute assez avancé pour l'époque. Inhumée à Stamford, elle est alors le dernier membre de sa fratrie à trépasser.